# Debi Mazar
Deborah 'Debi' Mazar (New York, 13 augustus 1964) is een Amerikaans actrice van Letse afkomst. Ze werd in 2007 genomineerd voor een Screen Actors Guild Award samen met de gehele cast van de televisieserie Entourage, waarin ze vijftig afleveringen Shauna Roberts speelde.
Mazar was in 1981 als danseres in New York Beat Movie voor het eerst te zien in een film. Sindsdien speelde ze in meer dan 45 films, meer dan 50 inclusief televisiefilms. Daarnaast had ze terugkerende rollen in meer dan tien televisieseries. De omvangrijkste daarvan zijn die in Civil Wars, L.A. Law, That's Life en Entourage, waarin Mazar telkens in ten minste twintig afleveringen verscheen.

## Filmografie
*Exclusief 5+ televisiefilms
| - Wonder Wheel (2017) - The Only Living Boy in New York (2017) - Entourage (2015) - She's Funny That Way (2014) - Return to Babylon (2013) - Lovelace (2013) - The Women (2008) - A Beautiful Life (2008) - Red Riding Hood (2006) - The Alibi (2006) - Edmond (2005) - Be Cool (2005) - My Tiny Universe (2004) - Goodnight, Joseph Parker (2004) - Collateral (2004) - Deception (2003) - The Tuxedo (2002) - Ten Tiny Love Stories (2001) - Held for Ransom (2000) - More Dogs Than Bones (2000) - The Insider (1999) - House on Haunted Hill (1999, verwijderde scène) - Marry Me or Die (1998) - There's No Fish Food in Heaven (1998) - Hush (1998) - Frogs for Snakes (1998) - Trouble on the Corner (1997) | - Casper: A Spirited Beginning (1997) - The Deli (1997) - She's So Lovely (1997) - Nowhere (1997) - Meet Wally Sparks (1997) - Space Truckers (1996) - Red Ribbon Blues (1996) - Trees Lounge (1996) - Girl 6 (1996) - Cosas que nunca te dije (1996, aka Things I Never Told You) - Empire Records (1995) - Batman Forever (1995) - Bullets Over Broadway (1994) - Beethoven's 2nd (1993) - Money for Nothing (1993) - So I Married an Axe Murderer (1993) - Toys (1992) - Malcolm X (1992) - Singles (1992) - Inside Monkey Zetterland (1992) - Love Is Like That (1992) - In the Soup (1992) - Little Man Tate (1991) - Jungle Fever (1991) - The Doors (1991) - Goodfellas (1990) - New York Beat Movie (1981) |

## Televisieseries
*Exclusief eenmalige gastrollen
- Happy! - Isabella Scaramucci (2017-2019, zes afleveringen)
- Arde Madrid - Ava Gardner (2018, acht afleveringen)
- Younger - Maggie (2015-2021)
- Good Vibes - Babs (2011, twaalf afleveringen)
- Entourage - Shauna (2004-2011, vijftig afleveringen)
- Jonas - Mona Klein (2010, zeven afleveringen)
- Ugly Betty - Leah Feldman (2006, twee afleveringen)
- Living with Fran - Cousin Merrill (2005-2006, vier afleveringen)
- All of Us - Alex (2003-2004, zeven afleveringen)
- The Practice - Gigi Coley (2004, twee afleveringen)
- 7th Heaven - Nurse Kelly (2003-2004, twee afleveringen)
- That's Life - Jackie O'Grady (2000-2002, 34 afleveringen)
- Providence - Vonda Vickers (1999, twee afleveringen)
- Working - Liz Tricoli (1998-1999, veertien afleveringen)
- Temporarily Yours - Deb DeAngelo (1997, zes afleveringen)
- L.A. Law - Denise Ianello (1993-1994, 21 afleveringen)
- Civil Wars - Denise Iannello (1991-1993, 36 afleveringen)

## Computerspellen
- Grand Theft Auto III - Maria Latore (2001)
- Grand Theft Auto: San Andreas - Maria Latore (2004)

## Filmografie
Mazar trouwde in 2002 met Gabriele Corcos, met wie ze in 2002 dochter Evelyn Maria kreeg en in 2007 dochter Giulia Isabel. Ze is bevriend met popster Madonna en speelde in de videoclips behorend bij dier nummers Papa Don't Preach, True Blue (1986), Justify My Love (1990), Deeper and Deeper (1992) en Music (2000).
- Biblioteca Nacional de España: XX1175770
- Bibliothèque nationale de France: cb14205026z (data)
- Catàleg d'autoritats de noms i títols de Catalunya: 981058530548106706
- Gemeinsame Normdatei: 1019237767
- International Standard Name Identifier: 0000 0000 7823 7869
- Library of Congress Control Number: nr98039339
- Nationale Bibliotheek van Israël: 987007435267405171
- Nationale Bibliotheek van Polen: a0000001753043
- Nederlandse Thesaurus van Auteursnamen: 216584213
- SNAC: w64j7v68
- Virtual International Authority File: 73771898
- WorldCat: E39PBJgMCTvcrywXXJWggF69Xd